# Rodrigo (ur. sierpień 1980)
Rodrigo, właśc. Rodrigo Baldasso da Costa (ur. 27 sierpnia 1980 w Lençóis Paulista w stanie São Paulo) – brazylijski piłkarz występujący na pozycji środkowego obrońcy.

## Kariera piłkarska

### Kariera klubowa
Rodrigo rozpoczynał karierę zawodową w miejscowym klubie Ponte Preta. W 2004 zadebiutował w klubie São Paulo występując w rozgrywkach Copa Libertadores 2005 (klub w tym sezonie zdobył ten puchar ale już bez niego). W lutym 2005 kupiony do Dynama Kijów. Od pierwszych meczów stał się podstawowym piłkarzem Dynama. Wyróżniał się bardzo mocnym strzałem. Dzięki temu, choć grał w obronie, często strzelał bramki. W Dynamie w 69 meczach strzelił ich 16. Często jednak jego gra była zbyt indywidualna, przez co wywoływał konflikty w drużynie. W styczniu 2008 został wypożyczony na pół roku do klubu CR Flamengo. 1 lipca 2008 Rodrigo został po raz kolejny wypożyczony, tym razem do klubu São Paulo, pierwotnie do końca roku, jednak umowę dwukrotnie przedłużano – do lipca, a następnie do grudnia 2009. W lutym 2010 został wypożyczony do Grêmio, ale po konflikcie w szatni klubu był zmuszony opuścić Grêmio. We wrześniu 2010 został wypożyczony do Internacionalu.
Na początku 2012 po wygaśnięciu kontraktu z Dynamem Kijów jako wolny agent podpisał kontrakt z Vitórią.

### Sukcesy
- mistrz Brazylii: 2008
- mistrz Ukrainy: 2007
- zdobywca Pucharu Ukrainy: 2005, 2006, 2007
- zdobywca Superpucharu Ukrainy: 2006